# テアトル土浦
テアトル土浦（テアトルつちうら）は、かつて存在した日本の映画館である。1954年（昭和29年）、茨城県土浦市に土浦大映劇場（つちうらだいえいげきじょう）として開館、1964年（昭和39年）に改称、1978年（昭和53年）には土浦プラザ（つちうらプラザ）を敷地内に新設した。かつて「テアトル東京」（のちの銀座テアトルシネマ）等を経営した東京テアトルとは経営元が異なる。土浦大映映画劇場（つちうらだいえいえいがげきじょう）とも表記された。
本項では、上記2館に加えこれらを経営した土浦映画チェーン株式会社（つちうらえいがチェーン）についても扱う。

## 沿革
- 1954年 - 土浦大映劇場として開館[9][10]
- 1964年 - テアトル土浦と改称[3][12]
- 1978年 - 土浦プラザを開館、土浦劇場を傘下とする[5]
- 1985年 - シアター505を開館、土浦劇場を閉館[6]
- 2000年5月31日 - テアトル土浦・土浦プラザともに閉館

## データ
- 所在地 : 茨城県土浦市朝日町[10][11]
- 現在の同県同市桜町3丁目4番4号[7][8]
北緯36度4分43.42秒 東経140度12分4.11秒 / 北緯36.0787278度 東経140.2011417度
- 経営 : アサヒ産業[11] ⇒ 土浦映画チェーン株式会社[7][8]
- 支配人 : 
  1. 金塚節[10][11]
  2. 金塚誠[4]
  3. 野口茂[8]
- 構造・観客定員数
  - テアトル土浦 : 木造二階建、435名（1993年[7]・1994年[8]）
  - 土浦プラザ : 鉄筋二階建、118名（1993年[7]・1994年[8]）

## 概要
第二次世界大戦後の1954年（昭和29年）、常磐線土浦駅西口近くの茨城県土浦市朝日町（現在の同県同市桜町3丁目4番4号）に土浦大映劇場として開館した。創業者は、アサヒ産業株式会社（同市荒川沖95番地・当時）の専務取締役金塚節で、アサヒ産業は当初、同館の経営元であった。同館設立当初は、大映系の封切館であり、開館当時の同市内には、小野座（のちの土浦日活劇場、本町801番地、現在の中央2丁目6番28号）、土浦劇場（匂町3135番地、現在の桜町2丁目6番14号）、銀映座（のちの土浦東映劇場、仲町、現在の中央2丁目3番7号）、霞浦劇場（東崎町744番地、現在の中央2丁目4番16号）、荒川沖映画劇場（1953年開館、荒川沖684番地・当時）の6館が存在した。同館は、大正時代からの映画館・土浦劇場の斜め前に位置した。
戦前の同市内の映画館は、大正時代には映画の興行を行なっていた小野座（経営・水野好雄）、1926年（大正15年）に開館した土浦劇場の前身の明治館（経営・小島榮）、1927年（昭和2年）に小野座付近に開館した霞浦劇場（館主内村茂、興行主前田吟一郎）の3館があり、サイレント映画時代の土浦は3館で回した。1940年（昭和15年）11月3日、市制が敷かれ土浦町は土浦市になり、トーキー時代から戦時中にかけての時期には、土浦東宝映画劇場（経営・渡邊福一、仲町650番地）が増えて4館になっていた。
開館から10年を経た1964年（昭和39年）、テアトル土浦と改称した。1969年（昭和44年）前後の時期、支配人が金塚誠に変わり、金塚節は代表のみを務めた。
1978年（昭和53年）、敷地内に隣接して土浦プラザを開館、同じころ斜め前に位置する土浦劇場（経営・関口卓雄）の経営譲渡を受けて、土浦映画チェーンの傘下とし、金塚誠が3館の代表・支配人を兼ねた。漫画家のうるの拓也（土浦市出身）は1983年（昭和58年）頃に『2001年宇宙の旅』（監督スタンリー・キューブリック、1968年製作）のリバイバル上映をテアトル土浦で観たという。
1985年（昭和60年）3月、3階建の商店街・モール505が完成し、同商店街内にシアター505を開館するとともに、土浦劇場を閉館した。1994年（平成6年）からは、金塚誠は土浦映画チェーン株式会社の代表に専念し、シアター505支配人であった野口茂がテアトル土浦、土浦プラザ、シアター505の3館の支配人を兼務した。テアトル土浦、土浦プラザ、シアター505の3館はOMCカードの加盟店として、入場料200円割引のサービスを行なっていた。
2000年（平成12年）5月31日、テアトル土浦・土浦プラザ（テアトル土浦I・テアトル土浦IIとも表記）ともに閉館した。ロードショー最終作は『ザ・ビーチ』（監督ダニー・ボイル）『マーシャル・ロー』（監督エドワード・ズウィック）といった20世紀フォックス配給作品であった。同地は更地にされ、2013年（平成25年）現在、同館跡地の現況は駐車場である。また、2019年時点での同市内の映画館は、土浦セントラルシネマズ（4スクリーン）と、イオンモール土浦内に2009年（平成21年）に開館したシネマサンシャイン土浦（シネマコンプレックス、9スクリーン）の2サイト13スクリーンが存在している。

## 土浦映画チェーン
土浦映画チェーン株式会社（つちうらえいがチェーン）は、日本の映画興行会社である。かつて存在したテアトル土浦、土浦プラザ、シアター505のほか、一時的に傘下にあった土浦劇場を含め、土浦市内に4サイト4スクリーンの映画館を経営した。2000年（平成12年）5月31日の全映画館閉館以降、現在は活動を停止している。
- 代表 : 金塚誠
- 経営した映画館
  - テアトル土浦 - 茨城県土浦市桜町3丁目4番4号、観客定員435名
  - 土浦プラザ - 茨城県土浦市桜町3丁目4番4号、観客定員118名
  - 土浦劇場 - 茨城県土浦市桜町2丁目6番14号、観客定員350名
  - シアター505 - 茨城県土浦市川口1丁目3番304号、観客定員166名